# Húszéves a Köztársaság díj
A Húszéves a Köztársaság díj egyetlen alkalommal – 2009. október 23-án – adományozott kitüntetés, amelyet Magyarország Kormánya a 219/2009. (X. 6.) Korm. rendeletével alapított a Magyar Köztársaság kikiáltásának 20. évfordulója alkalmából. A díjat – egy kisplasztikát és egy igazoló okiratot – olyan személyek kapták, akik az elismerést odaítélő bizottság szerint az 1989-es fordulatkor, valamint az azt követő húsz évben tevékenyen hozzájárultak ahhoz, hogy a magyar demokrácia kiteljesedjen és a piacgazdaság megerősödjön.

## Kitüntetettek
- Ágh Attila filozófus
- Chikán Attila volt miniszter
- Debreczeni József közíró
- Dornbach Alajos, az Országgyűlés volt alelnöke
- Esterházy Péter író
- Fábry Béla pedagógus
- Ferge Zsuzsa szociológus
- Göncz Árpád volt köztársasági elnök
- Györgyi Kálmán volt legfőbb ügyész
- Jancsó Miklós filmrendező
- Kádár Béla közgazdász
- Kéri László politológus
- Kornai János közgazdász
- Kósa Ferenc filmrendező
- Kósáné Kovács Magda politikus, volt Európai Parlamenti képviselő
- Kovács László politikus, az Európai Bizottság tagja
- Kozma Imre, a Magyar Máltai Szeretetszolgálat elnöke
- Kupa Mihály volt miniszter
- Levendel Ádám szociológus
- Nyers Rezső politikus, volt államminiszter
- Ormos Mária történész
- Rajk László építész, volt országgyűlési képviselő
- Tamás Gáspár Miklós filozófus, volt országgyűlési képviselő